# جیک نورمن
جیک نورمن (انگلیسی: Jace Norman؛ زادهٔ ۲۱ مارس ۲۰۰۰) یک هنرپیشه اهل ایالات متحده آمریکا است. وی از سال ۲۰۱۲ میلادی تاکنون مشغول فعالیت بوده‌است.
از فیلم‌ها یا برنامه‌های تلویزیونی که وی در آن نقش داشته‌است می‌توان به جسی و اسپارک اشاره کرد.